# Gustac, Kornat
Koordinati:   43°46′41″N, 15°20′43″E
Gustac je nenaseljen otoček v Narodnem parku Kornati. Pripada Hrvaški.
Otoček leži v arhipelagu Koritnjaci, med otokoma Piškera in Kornat, od katerega je oddaljena okoli 0,5 km. Severozahodni sosed pa je otoček Koritnjak  Površina otočka je 0,284 km², dolžina obale meri 2,31 km. Najvišji vrh je visok 45 mnm.